# Manjil-Rudbar-Beben 1990
Das Manjil-Rudbar-Beben 1990 ereignete sich am 21. Juni 1990 um 00:30 Uhr Ortszeit im Norden des Iran. Bei dem Erdbeben mit einer Momenten-Magnitude von 7,4 kamen etwa 40.000 Menschen ums Leben. Das Beben war eines der schwersten Erdbeben in Iran und das mit den meisten Todesopfern im Jahr 1990.

## Tektonik
Das Erdbeben ereignete sich im Elburs-Gebirge, dessen Geologie durch enge Falten und Abschiebungen charakterisiert ist. Im Elburs wirkt tektonisch ein kompressives Regime. Es ist eine seismisch aktive Region, in der sich historisch schon mehrere schwere Erdbeben ereignet hatten.
Das Beben vom 21. Juni 1990 besaß eine Magnitude von 7,4 MW, was die bislang höchste instrumentell gemessene Magnitude eines Erdbebens im Elburs-Gebirge war. Der Herdvorgang des Bebens war eine sinistrale Blattverschiebung an der zuvor unbekannten Rudbar-Verwerfung. Die genaue Lokalisation des Epizentrums ist aufgrund von abweichenden Messwerten verschiedener Erdbebenwarten nicht abschließend geklärt. Das Hypozentrum lag in rund 19 km Tiefe.
Durch das Erdbeben entstand an der Erdoberfläche ein ungefähr 80 km langer sinistraler Versatz von Schollen parallel zu den Höhenrücken des Elburs. Der Versatz betrug horizontal bis zu 100 cm, vertikal bis zu 120 cm.
Es ereigneten sich mehrere Nachbeben. Durch vier Nachbeben am selben Tag und eines am 24. Juni wurden weitere Schäden verursacht und Erdrutsche ausgelöst, die für Hilfsleistungen wichtige Straßen blockierten.

## Opfer und Schäden
Etwa 40.000 Menschen kamen ums Leben, zwischen 60.000 und 105.000 wurden verletzt. Das Beben war das mit den meisten Todesopfern im Jahr 1990.
Es verursachte verbreitete Schäden in einem Gebiet im Umkreis von 100 km um das Epizentrum bei der Stadt Rascht, etwa 200 km nordwestlich von Teheran. Die Städte Rudbar, Manjil und Lushan sowie 700 Dörfer wurden zerstört, und mehr als 300 weitere Dörfer waren betroffen. 100.000 aus Lehmziegeln erbaute Häuser wurden schwer beschädigt oder stürzten ein und 500.000 Menschen wurden obdachlos. 87 Krankenhäuser und andere Gesundheitseinrichtungen wurden zerstört oder schwer beschädigt. Durch Erdrutsche und Felsstürze wurden Straßen und Tunnels beschädigt. In manchen Dörfern verendeten bis zu 80 % der Nutztiere.
Der Gesamtschaden betrug etwa acht Milliarden US-Dollar. In den Provinzen Gilan und Zanjan im Südwesten des Kaspischen Meeres alleine wurde ein Schaden von etwa sieben Millionen US-Dollar verursacht.